# Мишель, Маржори
Маржори Мишель (англ. Marjorie Michel; род. Гаити) — канадский политик, член Либеральной партии. Министр здравоохранения (с 2025).

## Биография
Дочь бывшего премьер-министра Гаити Смарка Мишеля, впервые посетила Канаду в 1980-е годы в 17-летнем возрасте, а спустя 20 лет приехала туда на постоянное жительство уже с двумя дочерьми.
Окончила Католический университет Лувена в Бельгии со степенью магистра социальной психологии. В 2006 году занялась политикой в Канаде, в 2009—2013 годах работала в канцелярии Эмманюэля Дюбура, который в тот период являлся депутатом Национального собрания Квебека от округа Вьё. В 2017 году стала политическим советником министра по делам семей Жан-Ива Дюкло, 3 июля 2019 года возглавила его канцелярию.
Являлась заместителем главы администрации премьер-министра Джастина Трюдо, руководила избирательными кампаниями Либеральной партии в Квебеке в 2019 и 2021 годах.
28 апреля 2025 года победила на парламентских выборах в округе Папино на территории Монреаля, где обладателем депутатского мандата был бывший премьер-министр Джастин Трюдо, отказавшийся от выдвижения своей кандидатуры.
13 мая 2025 года в ходе масштабных перестановок в правительстве Карни по итогам последних парламентских выборов получила портфель министра здравоохранения.